# لي موريسون
لي موريسون (بالإنجليزية: Lee Morrison)‏ (8 نوفمبر 1979 في الولايات المتحدة - ) هو لاعب كرة قدم أمريكي في مركز حراسة المرمى. شارك مع منتخب الولايات المتحدة تحت 18 سنة لكرة القدم ومنتخب الولايات المتحدة تحت 20 سنة لكرة القدم. أما مع النوادي، فقد لعب مع نادي دالاس وPortland Timbers (2001–2010) ‏.

## وصلات خارجية
- لي موريسون على موقع الدوري الأمريكي (الإنجليزية)
- لي موريسون على موقع قاعدة بيانات كرة القدم.إي يو (الإنجليزية)